# Oxyopes shweta
Oxyopes shweta es una especie de araña del género Oxyopes, familia Oxyopidae. Fue descrita científicamente por Tikader en 1970.
Habita en Pakistán, India y China. Es un cazador activo y se ve comúnmente en las hojas verdes de las plantas. Los machos de esta especie miden 5-7 mm y las hembras 7-9 mm.